# Tarcisio Bertone
Tarcisio Bertone SDB (ur. 2 grudnia 1934 w Romano Canavese) – włoski duchowny rzymskokatolicki, salezjanin, doktor prawa kanonicznego, arcybiskup metropolita Vercelli w latach 1991–1995, sekretarz Kongregacji Nauki Wiary w latach 1995–2002, arcybiskup metropolita Genui w latach 2002–2006, kardynał od 2003 (najpierw w stopniu prezbitera, w 2008 promowany do stopnia biskupa), sekretarz stanu Stolicy Apostolskiej w latach 2006–2013, kamerling Świętego Kościoła Rzymskiego w latach 2007–2014.

## Życiorys
Pochodzi z wielodzietnej rodziny (piąty z ośmiorga rodzeństwa). Wstąpił do zgromadzenia salezjanów, kształcił się w oratorium w Valdocco (koło Turynu), odbył nowicjat w Monte Oliveto, a 3 grudnia 1950 złożył śluby zakonne. Na Salezjańskim Wydziale Teologicznym w Turynie obronił licencjat, a w Papieskim Athenaeum Salezjańskim w Rzymie pracę doktorską z prawa kanonicznego poświęconą czasom papieża Benedykta XIV. 1 lipca 1960 przyjął święcenia kapłańskie.
W 1967 został profesorem Papieskiego Athenaeum Salezjańskiego w Rzymie (przekształconego w Papieski Uniwersytet Salezjański w 1973), był m.in. dziekanem Wydziału Prawa Kanonicznego (1979–1985), wicerektorem (1987–1989), rektorem (1989–1991). Gościnnie wykładał kościelne prawo publiczne na Papieskim Uniwersytecie Laterańskim. Pracował nad reformą Kodeksu Prawa Kanonicznego i promował jego nową wersję wśród parafii włoskich. Pełnił jednocześnie obowiązki duszpasterskie w kilku rzymskich parafiach.
4 czerwca 1991 Jan Paweł II mianował go arcybiskupem Vercelli. Sakrę biskupią przyjął 1 sierpnia 1991 z rąk emerytowanego arcybiskupa Vercelli Albina Mensy. Stał na czele archidiecezji cztery lata, w czerwcu 1995 złożył rezygnację i przeszedł do pracy w Kurii Rzymskiej. Został sekretarzem Kongregacji Doktryny Wiary, papież Jan Paweł II powierzył mu zadanie ogłoszenia trzeciej tajemnicy fatimskiej. 10 grudnia 2002 został arcybiskupem Genui.
21 października 2003 został wyniesiony do godności kardynalskiej; otrzymał tytuł prezbitera S. Maria Ausiliatrice in via Tuscolana (przypisywany zazwyczaj do rangi kardynała diakona, ale wyniesiony do tytułu prezbiterskiego pro hac vice). W lutym 2005 był specjalnym wysłannikiem papieża w Coimbra (Portugalia) na pogrzebie siostry Łucji, ostatniego świadka objawień fatimskich.
22 czerwca 2006 został mianowany na stanowisko sekretarza stanu Stolicy Apostolskiej w miejsce emerytowanego kardynała Angela Sodano. Objął swój urząd 15 września 2006.
4 kwietnia 2007 został mianowany przez papieża Benedykta XVI kamerlingiem Świętego Kościoła Rzymskiego.
W dniach 14–16 września 2007 odwiedził Polskę: Kraków, Warszawę i Licheń, gdzie przewodniczył uroczystościom beatyfikacyjnym założyciela Marianów, o. Stanisława Papczyńskiego.
30 kwietnia 2009 był głównym konsekratorem arcybiskupa Jana Pawłowskiego w Sanktuarium Matki Bożej Królowej Męczenników w Bydgoszczy-Fordonie.
10 maja 2008 został promowany do rangi kardynała biskupa tytularnego diecezji suburbikarnej Frascati.
30 kwietnia 2009 otrzymał tytuł doktora honoris causa Katolickiego Uniwersytetu Lubelskiego, a 11 lutego 2010 roku – Papieskiego Wydziału Teologicznego we Wrocławiu. Tego samego dnia został odznaczony Krzyżem Wielkim Orderu Zasługi Rzeczypospolitej Polskiej.
11 czerwca 2012 był w Bydgoszczy w celu otwarcia Centrum Studiów Ratzingera przy uczelni KPSW, wręczono mu także tytuł honoris causa.
W dniach 28 lutego – 13 marca 2013 w czasie sede vacante po rezygnacji Benedykta XVI jako kamerling administrował Watykanem i Stolicą Apostolską.
31 sierpnia 2013 papież Franciszek przyjął rezygnację kardynała Bertone z funkcji sekretarza stanu (złożoną ze względu na podeszły wiek) i mianował na jego miejsce arcybiskupa Pietro Parolina. 15 października 2013 oficjalnie przeszedł na emeryturę. Abp Parolin miał objąć stanowisko 15 października, lecz ceremonia została przełożona o kilka tygodni, ze względu na operację, której arcybiskup się poddał. Po odejściu kardynała Tarcisio Bertone, a przed objęciem stanowiska przez jego następcę, funkcję tę pełnili szefowie dwóch sekcji Sekretariatu Stanu: spraw ogólnych i stosunków z państwami.
Uczestnik konklawe 2005 i konklawe 2013. 2 grudnia 2014, w związku z ukończeniem 80 lat życia, stracił prawo do udziału w konklawe.
W 2015 wyszło na jaw, że jego luksusowy apartament został wyremontowany z pieniędzy szpitala pediatrycznego Dzieciątka Jezus w Rzymie za kwotę ok. 200 000 euro. W 2017 roku skazano prezesa szpitala, łączna kwota defraudacji sięgała 422 000 euro.